# Билик, Всеволод Георгиевич
Всеволод Георгиевич Билик (укр. Всеволод Георгійович Білик) — бригадный генерал Вооружённых сил Украины, заместитель командира Воздушного командования «Восток», участник российско-украинской войны.

## Биография
В 2016-2019 годах был командиром 96-й зенитной ракетной бригады.
По состоянию на 2021 год являлся заместителем командира Воздушного командования «Восток».

## Воинские звания
- Полковник
- Бригадный генерал (6.12.2022)[3].

## Награды
- Орден Данилы Галицкого (2019) — за значительные личные заслуги в защите государственного суверенитета и территориальной целостности Украины, гражданское мужество, самоотверженность в отстаивании конституционных основ демократии, прав и свобод человека, весомый вклад в культурно-образовательное развитие государства, активную волонтерскую деятельность[4]
- Медаль «За военную службу Украине» (2022) — за личное мужество и самоотверженные действия, проявленные в защите государственного суверенитета и территориальной целостности Украины, верность военной присяге[5]